# Si la vie est cadeau
"Si la vie est cadeau" är en sång skriven av Jean-Pierre Millers (musik) och Alain Garcia (text), var vinnarlåten i Eurovision Song Contest 1983, och sjöngs då på franska av franska sångaren Corinne Hermès, som tävlade för Luxemburg.
Låten är en ballad och spelades även in av Corinne Hermès på engelska som "Words of Love" och på tyska som "Liebe gibt und nimmt".
Låten var 20:e och sist ut i startfältet efter Belgiens Pas de Deux med "Rendez-vous". Då omröstningen var slut, hade den fått 142 poäng. Med vinsten hade Luxemburg och Frankrike nu vunnit tävlingen lika många gånger, men fick senare se sig förbipasserade av Irland och senare även av Sverige.

## Listplaceringar
| Lista (1983)  | Topplacering |
| ------------- | ------------ |
| Nederländerna | 31           |
| Schweiz       | 14           |
| Sverige       | 13           |

### Webbkällor
- Officiell Eurovision Song Contest-webbplats, historik efter årtal, 1983
- Detaljerad information och text, Diggiloo Thrush, "Si la vie est cadeau"